# Internet DJ Console
Internet DJ Console o IDJC, es un cliente de software libre para la transmisión de radio por streaming con servidores Icecast o Shoutcast. Soporta la transmisión en formato OGG Vorbis y mp3. Su interfaz gráfica lo hace amigable al usuario y facilita su aprendizaje y uso. Permite mezclar dos listas de reproducción, entra de audio como señal de micrófono, entradas JACK y llamadas Skype. Además, puede grabar la transmisión. Necesita el servidor de sonido JACK para funcionar.